# Чернов, Филарет Иванович
Филаре́т Ива́нович Черно́в (24 декабря 1878, Перово, Вязниковский уезд, Владимирская губерния — 4 декабря 1940, Москва) — русский и советский поэт и прозаик.

## Биография
Стихи начал писать с 9 лет. Первые публикации — 1907 год.
Печатался сначала в детских журналах, потом в журналах «Нива», «Вестник Европы» и др. После Октябрьской революции печатался в советских изданиях. Отдельную книгу издать не удалось.
Лучшие стихи написал уже в 1920-х годах и собрал в сборник под названием «В тёмном круге». Философская лирика его стихов напоминала позднего Фета..
До революции работал в Службе Сборов Московско-Курской железной дороги в качестве конторщика, куда устроился в 15 лет. Последние годы жизни служил литсотрудником и писал рассказы.
В Союз писателей СССР принят не был, несмотря на многочисленные обращения.
Автор известного романса «Россия» («Замело тебя снегом, Россия…») — гимна русской эмиграции. Сам Чернов не афишировал, что это его романс, опасаясь преследований, и долгое время автор оставался неизвестен.
Никогда из России не выезжал.
Весной 1940 года несколько раз пытался покончить с собой.
Последняя записка Филарета Чернова жене, май 1940:

Нюра, Нюра! Смертельный ужас! Забери меня немедленно, иначе ты будешь повинна в моей гибели. Врач отпустит. Он понимает, что для моей психики эта обстановка совсем уже больше не нужна. Напиши мне, что ты завтра придёшь к 11 часам и возьмёшь меня. Я не умывался пять дней. У меня нет сил умыться. Скорее. К кому мне взывать…"

Умер 4 декабря 1940 года в Москве, в психиатрической больнице им. Кащенко. Урна с прахом захоронена в колумбарии  № 14  Нового Донского кладбища.

## О нём
Из письма писателя Родиона Акульшина: 

…Верьте в свои художественные силы, их у вас очень много. Вы настоящий замечательный писатель. От ваших произведений веет ароматом. От них исходит мощь. И с такими-то данными вы сомневаетесь. Кроме того, вы культурный человек, чего нельзя сказать об очень многих наших писателях, а без культуры ничего нельзя создать. Пусть никакие потрясения не обрушиваются на вашу голову. Если она не расцвела большой радостью в юности, то должна расцвесть теперь…
Из «Воспоминаний о Филарете Чернове» Евгения Кропивницкого: 

…Мученья после запоя были на этот раз нестерпимыми. Эти мученья были настолько тяжелы и невыносимы, что Чернов пробовал несколько раз вешаться. Повеситься ему не удалось: его отправили в дом умалишённых. В доме умалишённых он долго страдал. Он упросил жену, Нюру, взять его из больницы, но тоска была так невыносима, что он принялся за старое: вешаться. Пришлось второй раз отправить в психиатрическую лечебницу. Через год он умер.
Из «Воспоминаний о Филарете Чернове» Евгения Кропивницкого: 

…утрата религиозной наивности, атеистичность духа и ума его, неизвестность сущности мира — вот та канва, на основе которой вырастает его скорбная мысль и трагическое звучание его стихов… Несомненно, это глубоко пессимистические стихи. Душа поэта как бы замкнута в тёмный круг, выхода из коего нет.

## Исполнители
- Иза Кремер
- Надежда Васильевна Плевицкая
- Стефан Данилевский
- Валерий Агафонов
- Николай Гедда
- Жанна Бичевская
- Александр Подболотов